# Семейство (сериал)
Семейството (на турски: Aile) е турски драматичен телевизионен сериал, продуциран от Ay Yapım, чийто първи епизод е излъчен на 7 март 2023 г., режисиран от Aхмет Kaтъксъз и написан от Хакан Бономо и Aли Кобанбай. Главните роли в сериала са за Къванч Татлъту и Серенай Саръкая.

## Отлагане
Датата на излъчване на първия епизод от сериала е обявена за 14 февруари 2023 г., но е отложена поради земетресенията в Кахраманмараш през 2023 г.

## Сюжет
Аслан Сойкан, който произхожда от известно семейство, среща психоложката Девин Акън, която има подобни проблеми като него, и в семейството възникват различни ситуации.

## Актьорски състав
- Къванч Татлъту – Aслан Сойкан
- Серенай Саръкая – Девин Акън Сойкан
- Неджат Ишлер – Джихан Сойкан
- Джанан Eргюдер – Лейля Сойкан Сайъджъ
- Нур Сюрер – Хюлия Сойкан
- Левент Юлген – Ибрахим Сойкан
- Ипек Teнолджай – Неше
- Eмел Гьоксу – Сехер Сойкан
- Eсма Йешим Гюл – Eзги
- Meрт Денизмен – Toлга Сайъджъ
- Aбдуррахман Юнусоулу – Tургут
- Aли Савашчъ – Искендер „Искоч“
- Умутджан Ютебай – Eкрем „Eкo“
- Алпер Чанкая - Бедри Чакръ
- Юсра Гейик – Ямур Aкън
- Oзан Гьозел – Eргюн Aкън
- Ипек Чичек – Джейлян Сойкан
- Дефне Пиричджи – Зейнеп
- Гонджа Якут – мащеха на Девин
- Eге Йорданлъ – Джан
- Mуса Узунлар – Иляс Koрузаде
- Рючхан Чалъшкур – Kъймет Koрузаде
- Селин Шекерджи – Серап Варол
- Eджем Симге Юрдатапан – Aйсел
- Усхан Чакър – Aтилла Йозйълмаз „Aти“
- Айда Аксел - Недрет Сойкан

## Снимачен процес
Търсенето на актьори за сериала стартира през 2022 г. Снимките на сериала са отложени през октомври 2022 г. Снимките на сериала се провеждат в Измир и Истанбул.

## Излъчване
| Сезон | Епизоди | Начало на сезона | Край на сезона | Всички епизоди | ТВ сезон    | ТВ канал |
| ----- | ------- | ---------------- | -------------- | -------------- | ----------- | -------- |
| 1     | 13      | 7 март 2023      | 30 май 2023    | 1 – 13         | 2023        | Show TV  |
| 2     | 17      | 3 октомври 2023  | 30 януари 2024 | 14 – 30        | 2023 – 2024 | Show TV  |

## Излъчване в България
| Сезон | Епизоди | Начало на сезона    | Край на сезона       | Всички епизоди | ТВ сезон       | Ден и час на излъчване | ТВ канал  |
| ----- | ------- | ------------------- | -------------------- | -------------- | -------------- | ---------------------- | --------- |
| 1     | 40      | 11 декември 2023 г. | 2 февруари 2024 г.   | 1 – 40         | 2023 – 2024 г. | всеки делник, 19:00 ч. | bTV Story |
| 2     | 55      | 9 юли 2024 г.       | 20 септември 2024 г. | 41 – 95        | 2024 г.        | всеки делник, 21:30 ч. | bTV Story |

## В България
Сериалът започва на 11 декември 2023 г. по bTV Story и завършва на 2 февруари 2024 г. На 9 юли започва втори сезон и приключва на 20 септември. Дублажът е на студио VMS. Ролите се озвучават от Петя Абаджиева ( в първи сезон) ,Елисавета Господинова, Ирина Маринова ( във втори сезон ), Йорданка Илова, Мартин Герасков ( в първи сезон), Момчил Степанов и Виктор Танев ( във втори сезон).